# Amphigonia motisigna
Amphigonia motisigna är en fjärilsart som beskrevs av Louis Beethoven Prout 1928. Amphigonia motisigna ingår i släktet Amphigonia och familjen nattflyn. Inga underarter finns listade i Catalogue of Life.